# Aspidoscelis stictogramma
Espèce
Synonymes
- Cnemidophorus sackii stictogrammus Burger, 1950
- Cnemidophorus burti stictogrammus Burger, 1950
- Aspidoscelis burti stictogramma (Burger, 1950)

Statut de conservation UICN

 LC  : Préoccupation mineure
Aspidoscelis stictogramma est une espèce de sauriens de la famille des Teiidae.

## Répartition
Cette espèce se rencontre :
- aux États-Unis dans le centre de l'Arizona ;
- au Mexique dans le Sonora.

Sa présence est incertaine au Sinaloa, au Chihuahua et au Coahuila.

## Publication originale
- Burger, 1950 : New, revived, and reallocated names for North American whiptailed lizards, Genus Cnemidophorus. Natural History Miscellanea, Chicago Academy of Sciences, vol. 65, p. 1-9.